# ادريان بيتيغرو
ادريان بيتيغرو (بالإنجليزية: Adrian Pettigrew)‏ (12 نوفمبر 1986 في المملكة المتحدة - ) هو لاعب كرة قدم بريطاني في مركز الدفاع. شارك مع منتخب إنجلترا تحت 16 سنة لكرة القدم ومنتخب إنجلترا تحت 17 سنة لكرة القدم. أما مع النوادي، فقد لعب مع تشيلسي ونادي برينتفورد ونادي روذرهام يونايتد ونادي سودبوري وويكمب وندررز ونادي تشيشونت.

## وصلات خارجية
- ادريان بيتيغرو على موقع قاعدة بيانات كرة القدم.إي يو (الإنجليزية)
- ادريان بيتيغرو على موقع Soccerbase.com (لاعب) (الإنجليزية)